# Timothy Carhart
Timothy Carhart (Washington, 24 dicembre 1953) è un attore statunitense.
È principalmente noto come attore come interprete di ruoli cattivi, e tra i suoi film, è noto per Caccia a Ottobre Rosso con Sean Connery e Alec Baldwin.
È sposato dal 1992 con Lori Sebourn da cui ha avuto tre figli.

## Filmografia parziale

### Cinema
- Ghostbusters - Acchiappafantasmi (Ghostbusters), regia di Ivan Reitman (1984)
- Witness - Il testimone (Witness), regia di Peter Weir (1985)
- Cercasi Susan disperatamente (Desperately Seeking Susan), regia di Susan Seidelman (1985)
- Una donna, una storia vera (Marie), regia di Roger Donaldson (1985)
- Rock Hotel Majestic (Playing for Keeps), regia di Bob e Harvey Weinstein (1986)
- Gioco mortale (The Manhattan Project), regia di Marshall Brickman (1986)
- Una donna in carriera (Working Girl), regia di Mike Nichols (1988)
- Il salvataggio (The Rescue), regia di Ferdinand Fairfax (1988)
- Pink Cadillac, regia di Buddy Van Horn (1989)
- Caccia a Ottobre Rosso (The Hunt for Red October), regia di John McTiernan (1990)
- Thelma & Louise, regia di Ridley Scott (1991)
- Tra cielo e terra (Heaven & Earth), regia di Oliver Stone (1993)
- Red Rock West, regia di John Dahl (1993)
- Beverly Hills Cop III - Un piedipiatti a Beverly Hills III (Beverly Hills Cop III), regia di John Landis (1994)
- L'inferno nello specchio (Candyman 2) (Candyman: Farewell to the Flesh), regia di Bill Condon (1995)
- La pecora nera (Black Sheep), regia di Penelope Spheeris (1996)
- Air Force One, regia di Wolfgang Petersen (1997)
- Black Dawn - Tempesta di fuoco (Black Dawn), regia di Alexander Gruszynski (2005)

### Televisione
- Miami Vice – serie TV, episodio 3x06 (1986)
- Medico alle Hawaii (Island Son) – serie TV, 19 episodi (1989-1990)
- Star Trek: The Next Generation – serie TV, episodio 5x01 (1991)
- Nightmare Cafe – serie TV, un episodio (1992)
- Senza via d'uscita (Quicksand: No Escape), regia di Michael Pressman – film TV (1992)
- X-Files (The X-Files) – serie TV, episodio 3x06 (1995)
- Sospettati di omicidio (Gone in the Night), regia di Bill L. Norton – miniserie TV (1996)
- America's Dream, regia di Bill Duke – film TV (1996)
- Una bionda su due ruote (Motocrossed), regia di Steve Boyum – film TV (2001)
- CSI - Scena del crimine (CSI: Crime Scene Investigation) – serie TV, 4 episodi (2000-2003)
- 24 – serie TV, 4 episodi (2002)
- Criminal Minds – serie TV, episodio 4x23 (2009)
- Castle – serie TV, episodio 4x15 (2012)
- Yellowstone – serie TV, 10 episodi (2018-2020)

## Doppiatori italiani
Nelle versioni in italiano delle opere in cui ha recitato, Timothy Carhart è stato doppiato da:
- Romano Malaspina in Beverly Hills Cop III - Un piedipiatti a Beverly Hills III, America's Dream
- Stefano De Sando in L'inferno nello specchio (Candyman 2), Castle
- Dario Penne in Criminal Minds, Leverage - Consulenze illegali
- Mino Caprio in Una donna in carriera
- Massimo Rinaldi in Pink Cadillac
- Vittorio Stagni in Caccia a Ottobre Rosso
- Danilo De Girolamo in Thelma & Louise
- Massimo Rossi in Nightmare Cafe
- Massimo Lodolo in Red Rock West
- Paolo Maria Scalondro in X-Files
- Pasquale Anselmo in Profiler - Intuizioni mortali
- Saverio Indrio in Air Force One
- Alessandro Rossi in CSI - Scena del crimine
- Luca Biagini in 24
- Pierluigi Astore in Black Dawn - Tempesta di fuoco
- Enrico Bertorelli in Law & Order: Criminal Intent
- Stefano Alessandroni in Yellowstone